# Brachyunguis flavidus
Brachyunguis flavidus är en insektsart. Brachyunguis flavidus ingår i släktet Brachyunguis och familjen långrörsbladlöss. Inga underarter finns listade i Catalogue of Life.